# Blood & Glitter
"Blood & Glitter" é uma canção da banda alemã de metal gótico Lord of the Lost. Foi lançada a 24 de dezembro de 2022 pela Napalm. A canção representou a Alemanha no Festival Eurovisão da Canção de 2023, em Liverpool, depois de vencer o Unser Lied für Liverpool, a final nacional da Alemanha para escolher uma canção para o festival europeu, e terminou na última posição.

## Contexto e composição

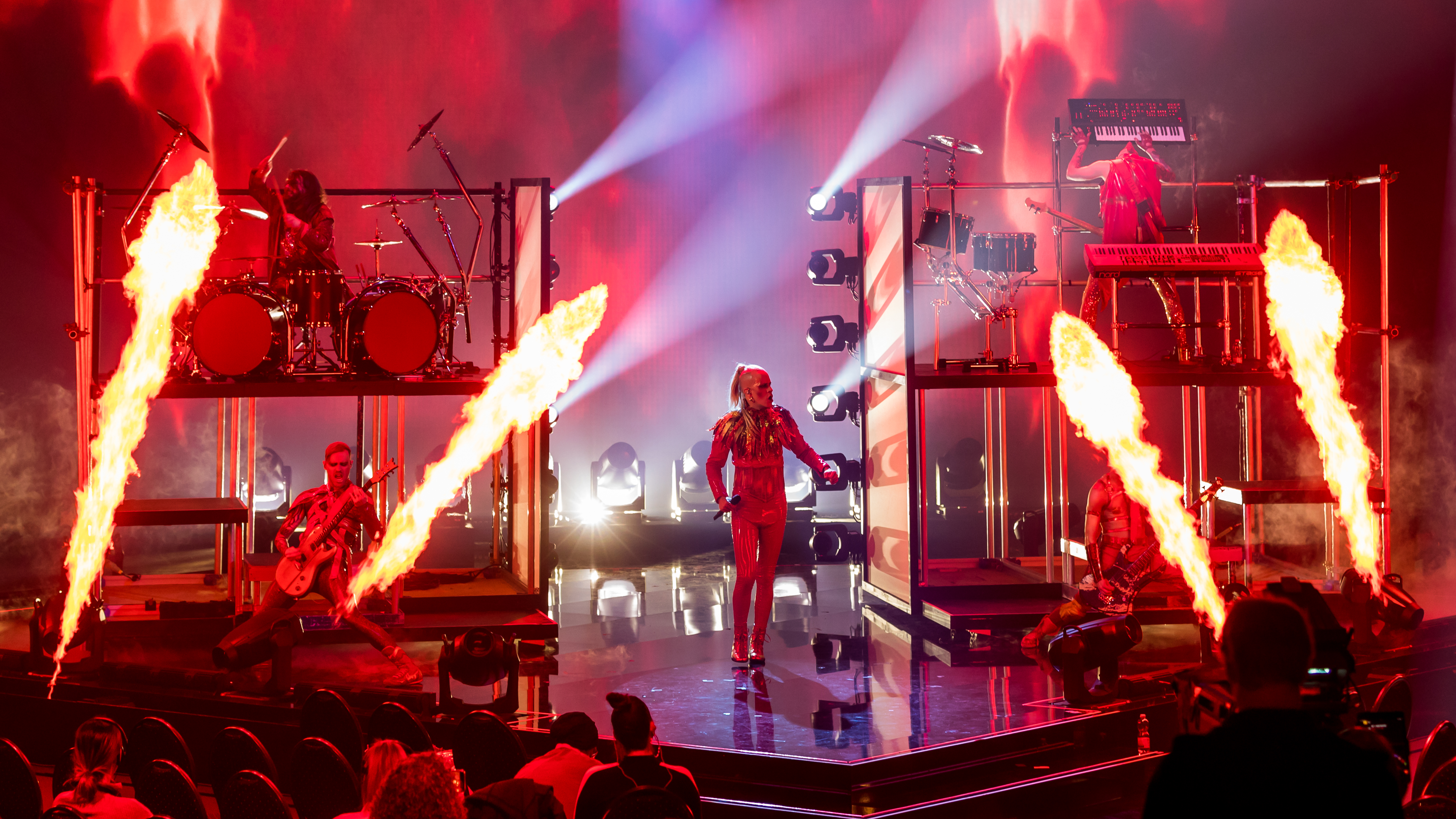

A canção de metal gótico foi lançada como o primeiro single de seu 11.º álbum de estúdio intitulado Blood & Glitter (2022). O vocalista Chris Harms revelou que a banda havia candidatado-se para representar a Alemanha por muitos anos, até 2023. A partir de 24 de fevereiro de 2023, os fãs puderam votar em sua inscrição favorita online. A performance foi descrita como um "show de glam rock ardente", algo entre "dark" e "gothic metal". A banda acabou vencendo o concurso, tendo conquistado 189 pontos, sendo 146 dos fãs e espectadores e 43 pontos dos júris internacionais.

## Festival Eurovisão da Canção

### Na Eurovisão
Para sua apresentação em Liverpool, Harms planejou um show de rock glamouroso para a banda, querendo incluir chuva pirotécnica vermelha para refletir a mensagem da música.